# Desiigner

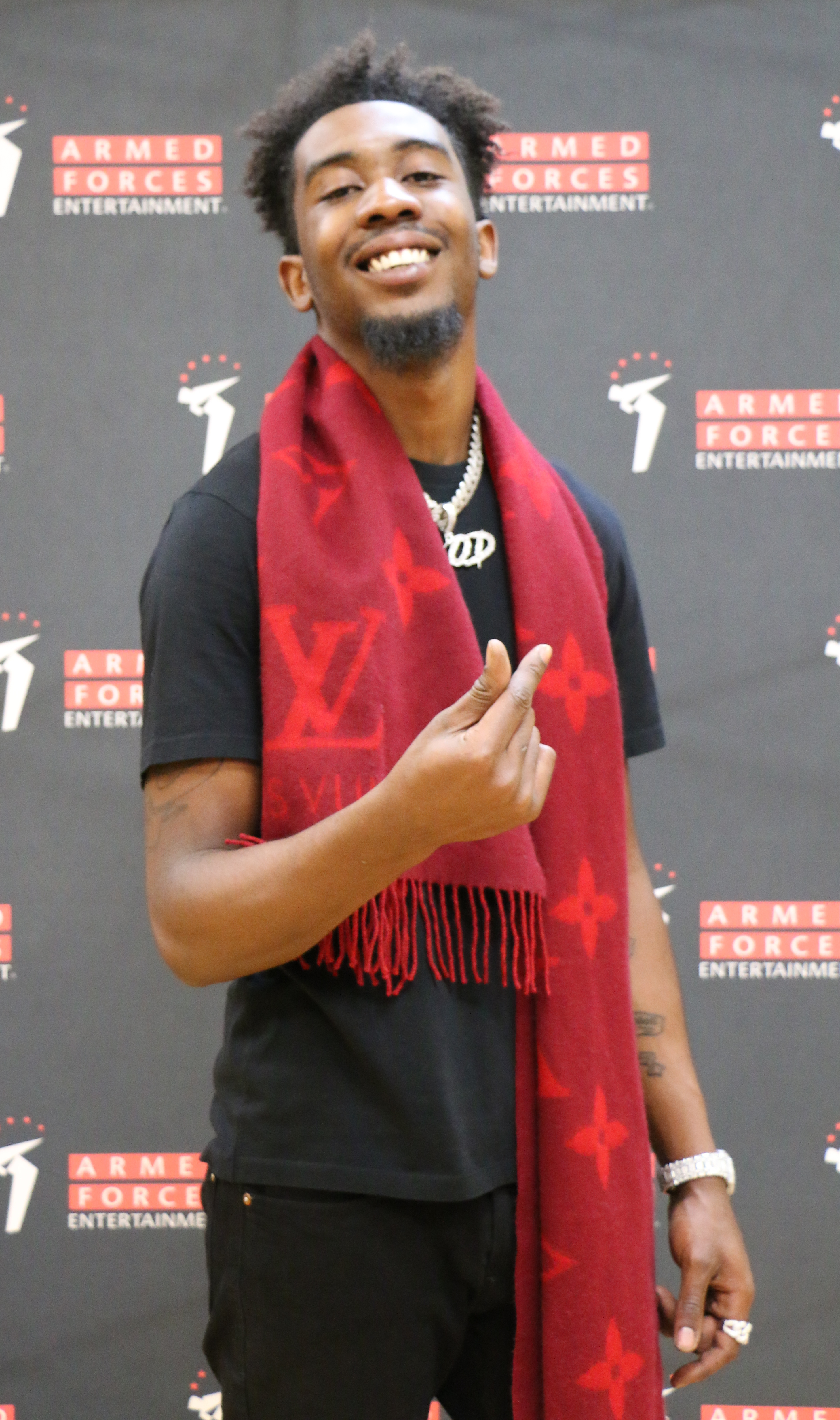
Desiigner (2019)

Desiigner (* 3. Mai 1997 in Brooklyn, New York als Sidney Royel Selby III) ist ein US-amerikanischer Rapper, der 2016 mit seiner Single Panda internationale Bekanntheit erlangte.

## Leben
Desiigner wuchs in Bedford–Stuyvesant, einem Viertel des New Yorker Stadtbezirks Brooklyn, auf. Er sang im Schul- und Kirchenchor. Mit 14 Jahren begann er zu rappen.
Desiigner schloss im Februar 2016 einen Vertrag bei Kanye Wests Label GOOD Music ab. In dem Song Pt. 2 von Kanye West ist die Ende Dezember 2015 von Desiigner veröffentlichte Single Panda zu hören, was ihm viel Publicity einbrachte. Nach dem Re-Release des Liedes im Februar 2016 erreichte Panda Ende April 2016 die Spitze der US-amerikanischen Charts und konnte auch in die deutschsprachigen Charts einsteigen.
Mitte August 2017 gab er bekannt, dass sein Debütalbum The Life Of Desiigner demnächst erscheint. Gleichzeitig wurde das Cover veröffentlicht.
Er ist der Enkelsohn des verstorbenen Bluesmusikers Sidney Selby.

## Diskografie

### Mixtapes
| Jahr | Titel       | Höchstplatzierung, Gesamtwochen, AuszeichnungChartplatzierungen (Jahr, Titel, Platzierungen, Wochen, Auszeichnungen, Anmerkungen) | Höchstplatzierung, Gesamtwochen, AuszeichnungChartplatzierungen (Jahr, Titel, Platzierungen, Wochen, Auszeichnungen, Anmerkungen) | Höchstplatzierung, Gesamtwochen, AuszeichnungChartplatzierungen (Jahr, Titel, Platzierungen, Wochen, Auszeichnungen, Anmerkungen) | Höchstplatzierung, Gesamtwochen, AuszeichnungChartplatzierungen (Jahr, Titel, Platzierungen, Wochen, Auszeichnungen, Anmerkungen) | Höchstplatzierung, Gesamtwochen, AuszeichnungChartplatzierungen (Jahr, Titel, Platzierungen, Wochen, Auszeichnungen, Anmerkungen) | Anmerkungen                         |
| Jahr | Titel       | DE | AT | CH | UK | US | Anmerkungen                         |
| ---- | ----------- | --- | --- | --- | --- | --- | ----------------------------------- |
| 2016 | New English | — | — | — | — | US22 (17 Wo.)US | Erstveröffentlichung: 26. Juni 2016 |

### Singles
| Jahr | Titel Album               | Höchstplatzierung, Gesamtwochen, AuszeichnungChartplatzierungen (Jahr, Titel, Album, Platzierungen, Wochen, Auszeichnungen, Anmerkungen) | Höchstplatzierung, Gesamtwochen, AuszeichnungChartplatzierungen (Jahr, Titel, Album, Platzierungen, Wochen, Auszeichnungen, Anmerkungen) | Höchstplatzierung, Gesamtwochen, AuszeichnungChartplatzierungen (Jahr, Titel, Album, Platzierungen, Wochen, Auszeichnungen, Anmerkungen) | Höchstplatzierung, Gesamtwochen, AuszeichnungChartplatzierungen (Jahr, Titel, Album, Platzierungen, Wochen, Auszeichnungen, Anmerkungen) | Höchstplatzierung, Gesamtwochen, AuszeichnungChartplatzierungen (Jahr, Titel, Album, Platzierungen, Wochen, Auszeichnungen, Anmerkungen) | Anmerkungen |
| Jahr | Titel Album               | DE | AT | CH | UK | US | Anmerkungen |
| ---- | ------------------------- | --- | --- | --- | --- | --- | --- |
| 2015 | Panda New English         | DE13 Platin · (36 Wo.)DE | AT19 (31 Wo.)AT | CH12 (40 Wo.)CH | UK7 ×2Doppelplatin · (33 Wo.)UK | US1 ×5Fünffachplatin · (40 Wo.)US | Erstveröffentlichung: 20. Dezember 2015                                                                              |
| 2016 | Champions –               | — | — | — | UK— SilberUK | US71 Platin · (3 Wo.)US | Erstveröffentlichung: 13. Juni 2016 mit Kanye West, Gucci Mane, Big Sean, 2 Chainz, Travis Scott, Yo Gotti und Quavo |
| 2016 | Tiimmy Turner New English | — | — | — | UK— SilberUK | US34 Platin · (20 Wo.)US | Erstveröffentlichung: 22. Juli 2016                                                                                  |

Weitere Singles
- 2015: Zombie Walk (feat. King Savage)
- 2017: Outlet

### Als Gastmusiker
| Jahr | Titel Album                   | Höchstplatzierung, Gesamtwochen, AuszeichnungChartplatzierungen (Jahr, Titel, Album, Platzierungen, Wochen, Auszeichnungen, Anmerkungen) | Höchstplatzierung, Gesamtwochen, AuszeichnungChartplatzierungen (Jahr, Titel, Album, Platzierungen, Wochen, Auszeichnungen, Anmerkungen) | Höchstplatzierung, Gesamtwochen, AuszeichnungChartplatzierungen (Jahr, Titel, Album, Platzierungen, Wochen, Auszeichnungen, Anmerkungen) | Höchstplatzierung, Gesamtwochen, AuszeichnungChartplatzierungen (Jahr, Titel, Album, Platzierungen, Wochen, Auszeichnungen, Anmerkungen) | Höchstplatzierung, Gesamtwochen, AuszeichnungChartplatzierungen (Jahr, Titel, Album, Platzierungen, Wochen, Auszeichnungen, Anmerkungen) | Anmerkungen                                                 |
| Jahr | Titel Album                   | DE | AT | CH | UK | US | Anmerkungen                                                 |
| ---- | ----------------------------- | --- | --- | --- | --- | --- | ----------------------------------------------------------- |
| 2017 | MIC Drop (Steve Aoki Remix) – | DE71 (1 Wo.)DE | AT46 (1 Wo.)AT | CH76 (1 Wo.)CH | UK46 (1 Wo.)UK | US28 Platin · (10 Wo.)US | Erstveröffentlichung: 24. November 2017 BTS feat. Desiigner |

## Auszeichnungen für Musikverkäufe
| Goldene Schallplatte - Australien - 2019: für die Single MIC Drop (Steve Aoki Remix) - Brasilien - 2024: für die Single Outlet - 2024: für die Single Tiimmy Turner - Dänemark - 2019: für die Single Tiimmy Turner - 2022: für die Single Champions - Frankreich - 2017: für die Single Tiimmy Turner - Italien - 2018: für die Single Tiimmy Turner - Neuseeland - 2019: für die Single Tiimmy Turner - 2022: für das Album New English - 2022: für die Single MIC Drop (Steve Aoki Remix) - Spanien - 2016: für die Single Panda Platin-Schallplatte - Belgien - 2016: für die Single Panda - Portugal - 2019: für die Single Panda - Vereinigte Staaten - 2018: für das Lied Pt. 2 | 2× Platin-Schallplatte - Dänemark - 2024: für die Single Panda - Italien - 2017: für die Single Panda 3× Platin-Schallplatte - Polen - 2021: für die Single Panda - Neuseeland - 2021: für die Single Panda - Schweden - 2016: für die Single Panda 4× Platin-Schallplatte - Kanada - 2017: für die Single Panda 5× Platin-Schallplatte - Australien - 2022: für die Single Panda Diamantene Schallplatte - Brasilien - 2024: für die Single Panda - Frankreich - 2016: für die Single Panda |

Anmerkung: Auszeichnungen in Ländern aus den Charttabellen bzw. Chartboxen sind in ebendiesen zu finden.
| Land/RegionAuszeichnungen für Musikverkäufe (Land/Region, Auszeichnungen, Verkäufe, Quellen) | Silber     | Gold       | Platin       | Diamant     | Verkäufe  | Quellen              |
| -------------------------------------------------------------------------------------------- | ---------- | ---------- | ------------ | ----------- | --------- | -------------------- |
| Australien (ARIA)                                                                            | —          | Gold1      | 5× Platin5   | —           | 385.000   | aria.com.au          |
| Belgien (BRMA)                                                                               | —          | —          | Platin1      | —           | 30.000    | ultratop.be          |
| Brasilien (PMB)                                                                              | —          | 2× Gold2   | —            | Diamant1    | 300.000   | pro-musicabr.org.br  |
| Dänemark (IFPI)                                                                              | —          | 2× Gold2   | 2× Platin2   | —           | 270.000   | ifpi.dk              |
| Deutschland (BVMI)                                                                           | —          | —          | Platin1      | —           | 400.000   | musikindustrie.de    |
| Frankreich (SNEP)                                                                            | —          | Gold1      | —            | Diamant1    | 299.999   | snepmusique.com      |
| Italien (FIMI)                                                                               | —          | Gold1      | 2× Platin2   | —           | 125.000   | fimi.it              |
| Kanada (MC)                                                                                  | —          | —          | 4× Platin4   | —           | 320.000   | musiccanada.com      |
| Neuseeland (RMNZ)                                                                            | —          | 3× Gold3   | 3× Platin3   | —           | 127.500   | radioscope.co.nz NZ2 |
| Polen (ZPAV)                                                                                 | —          | —          | 3× Platin3   | —           | 150.000   | olis.pl              |
| Portugal (AFP)                                                                               | —          | —          | Platin1      | —           | 10.000    | Einzelnachweise      |
| Schweden (IFPI)                                                                              | —          | —          | 3× Platin3   | —           | 120.000   | sverigetopplistan.se |
| Spanien (Promusicae)                                                                         | —          | Gold1      | —            | —           | 20.000    | elportaldemusica.es  |
| Vereinigte Staaten (RIAA)                                                                    | —          | —          | 9× Platin9   | —           | 9.000.000 | riaa.com             |
| Vereinigtes Königreich (BPI)                                                                 | 2× Silber2 | —          | 2× Platin2   | —           | 1.600.000 | bpi.co.uk            |
| Insgesamt                                                                                    | 2× Silber2 | 11× Gold11 | 36× Platin36 | 2× Diamant2 |           |                      |